# Bromheadia rupestris
Bromheadia rupestris är en orkidéart som beskrevs av Henry Nicholas Ridley. Bromheadia rupestris ingår i släktet Bromheadia och familjen orkidéer. Inga underarter finns listade i Catalogue of Life.